# Parasewellia polylobata
Parasewellia polylobata är en fiskart som beskrevs av Nguyen 2005. Parasewellia polylobata ingår i släktet Parasewellia och familjen grönlingsfiskar. Inga underarter finns listade i Catalogue of Life.